# Château Visconti (Locarno)
Pour les articles homonymes, voir Château Visconti.
Le château Visconti, appelé en italien Castello Visconteo, est un château situé dans la ville de Locarno dans le canton du Tessin (Suisse).
En janvier 2004, l'historien italien Marino Vigano a émis l'hypothèse que le château aurait pu être dessiné par Léonard de Vinci.
Le château est classé comme bien culturel d'importance nationale. Il accueille dans ses murs le musée archéologique de la ville, également classé.

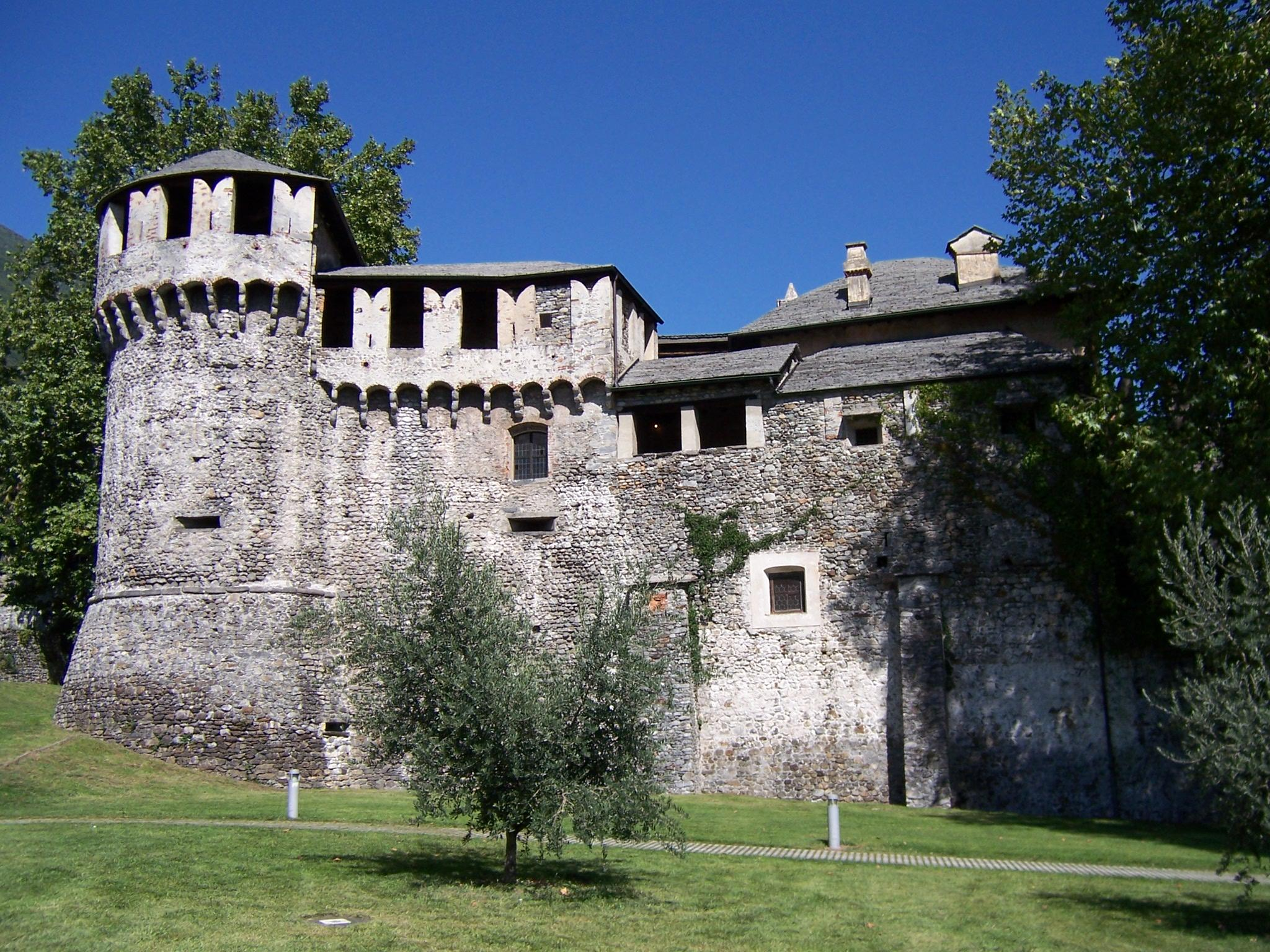
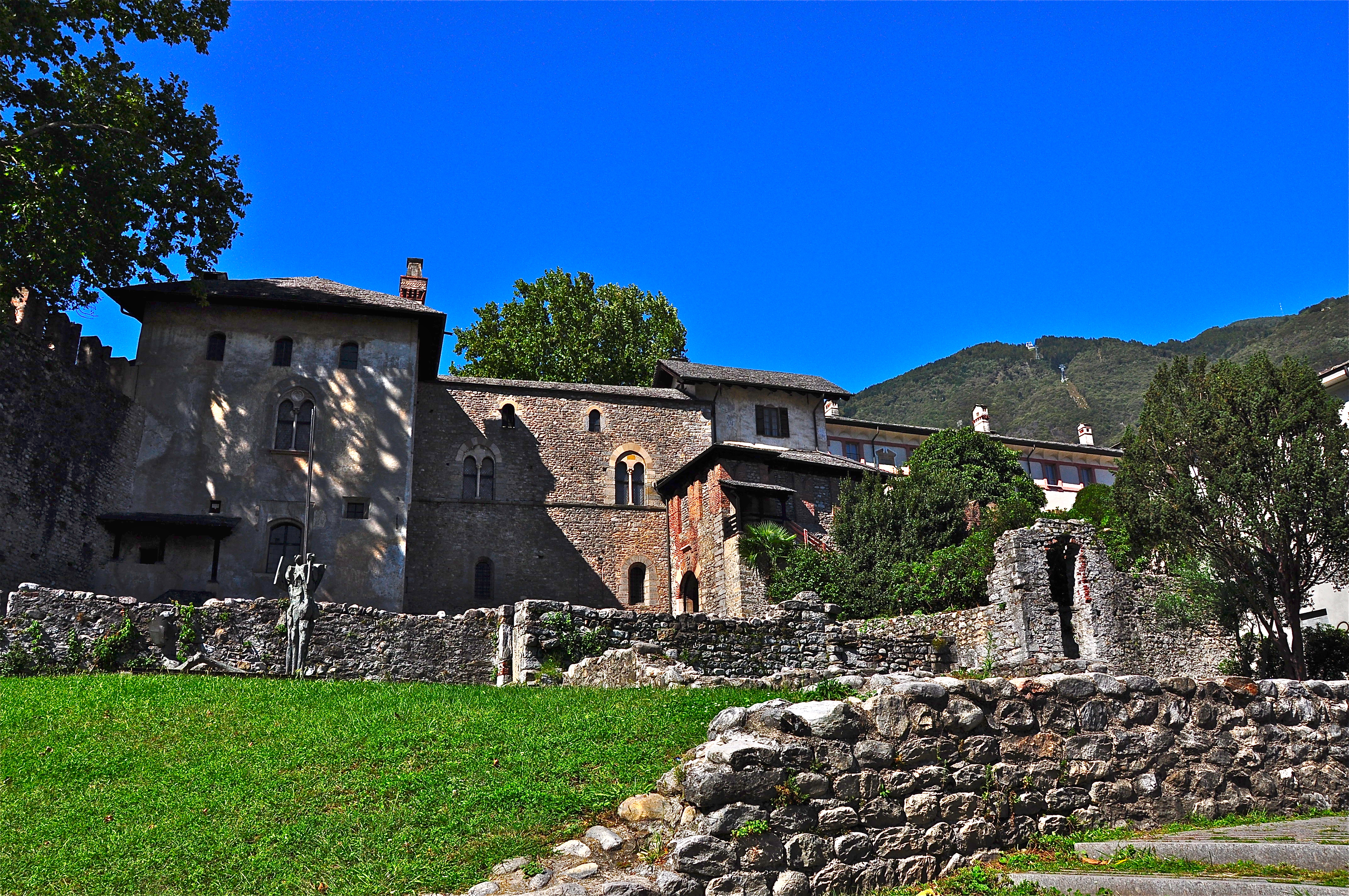